# Nożyce (jezioro)
Nożyce – jezioro w woj. warmińsko-mazurskim, w powiecie szczycieńskim, w gminie Świętajno.

## Opis
Jezioro wydłużone z północnego zachodu na południowy wschód. Leży wśród lasów, wąską naturalną groblą oddzielone jest od jeziora Piasutno. Brzegi są płaskie i łagodnie wzniesione, w północnej części pagórkowate. U północnego krańca leżą podmokłe łąki. Kilkaset metrów na wschód w równoległej dolinie znajduje się jezioro Świętajno Łąckie. Dawne nazwy niemieckie to Piasuden Klein, Nocine See, Nozice See, i Tiefen See.
Jeszcze pod koniec XX w uważano, że jest to jezioro hydrologicznie zamknięte z powodu faktu, że od Piasutna oddzielone jest groblą. Obecnie jest hydrologicznie otwarte, na południu wypływa z niego wąski ciek do jeziora Piasutno
Dojazd do jeziora ze Szczytna drogą krajową nr 53 do Świętajna, następnie drogą utwardzoną na północ do Piasutna. Z Piasutna albo gruntową drogą wzdłuż wschodnich brzegów jeziora Piasutno albo utwardzoną wzdłuż zachodnich brzegów (ta droga jednak oddala się od jeziora Nożyce).

## Turystyka
Jezioro stosunkowo czyste, widoczność dna do 4 m. Dno piaszczysto – muliste. Jezioro średnio oblegane przez turystów, w sezonie nieco zaśmiecone. Jest niewiele prywatnych pomostów. Jezioro linowo-szczupakowe, dość zasobne w ryby. Na północny wschód i południowy wschód od jeziora są osiedla domków letniskowych i kempingi. Sąsiadujące z nim jezioro Piasutno jest dużo bardziej oblegane przez turystów.

## Dane morfometryczne
Powierzchnia zwierciadła wody według różnych źródeł wynosi od 55,0 ha do 56,9 ha.
Średnia głębokość jeziora wynosi 6,0 m, natomiast głębokość maksymalna 11,3 m.
W oparciu o badania przeprowadzone w 1994 roku wody jeziora zaliczono do II klasy czystości.

## Hydronimia
Według urzędowego spisu opracowanego przez Komisję Nazw Miejscowości i Obiektów Fizjograficznych (KNMiOF) nazwa tego jeziora to Nożyce. W różnych publikacjach i na mapach topograficznych jezioro to występuje pod nazwą Nocice, Nozyce lub Piasutno Małe